# Ruspen
Ruspen (oberfränkisch: Di Ruspn) ist ein Gemeindeteil der Gemeinde Prebitz im Landkreis Bayreuth (Oberfranken, Bayern). Ruspen liegt in der Gemarkung Prebitz.

## Lage
Die Einöde liegt am südöstlichen Rand des ausgedehnten Forstgebietes Hohenwart. Am östlichen Ortsrand liegen Fischweiher, die von dem in den Ohrenbach mündenden Schliefergraben durchflossen werden. Eine Gemeindeverbindungsstraße führt nach Preunersfeld (1,3 km westlich) bzw. nach Engelmannsreuth zur Staatsstraße 2120 (0,6 km nordöstlich). Unmittelbar nördlich verläuft die Bahnstrecke Nürnberg–Cheb.

## Geschichte
Urkundlichen Erwähnungen von Ruspen in historischen Dokumenten waren:
- 1396/99: „zway gut zu Rüsten ... Ruspen halbs“
- 1402: „von den zu Ruspen“
- 1541: „Ruspel“
- 1550: „an der Rußpen“

Der Ortsname bedeutet „Zu den Rispen“, womit Büsche gemeint sind. Abgeleitet wurde dies vom mittelhochdeutschen Begriff „rispe“, der ein Gezweig bzw. Gesträuch benennt.
In der Fraisch unterstand Ruspen dem brandenburg-bayreuthischen Kasten- und Stadtvogteiamt Creußen. Von 1791/92 bis 1810 war das preußische Justiz- und Kammeramt Pegnitz zuständig.
Mit dem Gemeindeedikt (frühes 19. Jahrhundert) wurde Ruspen dem Steuerdistrikt Losau und der Ruralgemeinde Prebitz zugewiesen. Die Bayerische Uraufnahme zeigt Ruspen in den 1810er Jahren mit drei etwas verstreut liegenden Herdstellen, Streuobstwiesen und zwei Weihern.
Am 11. August 2015 ereignete sich ca. 800 m südlich der Ortsmitte ein Flugunfall eines Kampfjets vom Typ General Dynamics F-16. Nach einem technischen Defekt während eines Formationsfluges stieg der Pilot mittels Schleudersitz aus und lenkte das Fluggerät zuvor noch in das unbewohnte Gebiet, wo es zerschellte.

## Religion
Die Bewohner von Ruspen gehören wie die Einwohner des Hauptortes Prebitz überwiegend der evangelisch-lutherischen Konfession des Christentums an. Die Protestanten werden von der evangelischen Pfarrei Creußen betreut, während die römisch-katholischen Bewohner der katholischen Pfarrei in Thurndorf angehören.

## Baudenkmäler
Nahe der Ortsmitte von Ruspen (Standort) steht ein denkmalgeschütztes Wohnstallhaus aus der ersten Hälfte des 19. Jahrhunderts, das mit der Aktennummer D-4-72-180-2 des BLfD versehen ist. Das Erdgeschoss des Bauwerks wurde mit hochwertigen Sandsteinquadern gebaut, während das Obergeschoss in kostengünstigerer Fachwerkbauweise errichtet wurde.

## Unternehmen
Im südöstlichen Bereich der kleinen Ortschaft gibt es eine Biogasanlage.